# Сентервил (Алабама)
Сентервил (енгл. Centreville) град је у америчкој савезној држави Алабама. По попису становништва из 2010. у њему је живело 2.778 становника.

## Демографија
Према попису становништва из 2010. у граду је живело 2.778 становника, што је 312 (12,7%) становника више него 2000. године.
| Група             | 2000.         | 2010.         |
| Белци             | 1.845 (74,8%) | 1.997 (71,9%) |
| Афроамериканци    | 568 (23,0%)   | 657 (23,7%)   |
| Азијати           | 3 (0,1%)      | 10 (0,4%)     |
| Хиспаноамериканци | 43 (1,7%)     | 82 (3,0%)     |
| Укупно            | 2.466         | 2.778         |